# Rue de l’année 1905 (Liepāja)
 (février 2024).
Si vous disposez d'ouvrages ou d'articles de référence ou si vous connaissez des sites web de qualité traitant du thème abordé ici, merci de compléter l'article en donnant les références utiles à sa vérifiabilité et en les liant à la section « Notes et références ».
La rue de l’année 1905 (letton : 1905. gada iela ) est une rue du quartier Jaunliepāja à Liepāja en Lettonie.

## Situation et accès
La rue 1905 commence à son intersection avec la rue de Riga et se termine à son intersection avec la rue Raina.
La longueur de la rue est d'environ 770 m et elle est entièrement bitumée. 

## Bâtiments remarquables et lieux de mémoire
Près du début de la rue se trouve la 5ème école secondaire de Liepāja (lv).

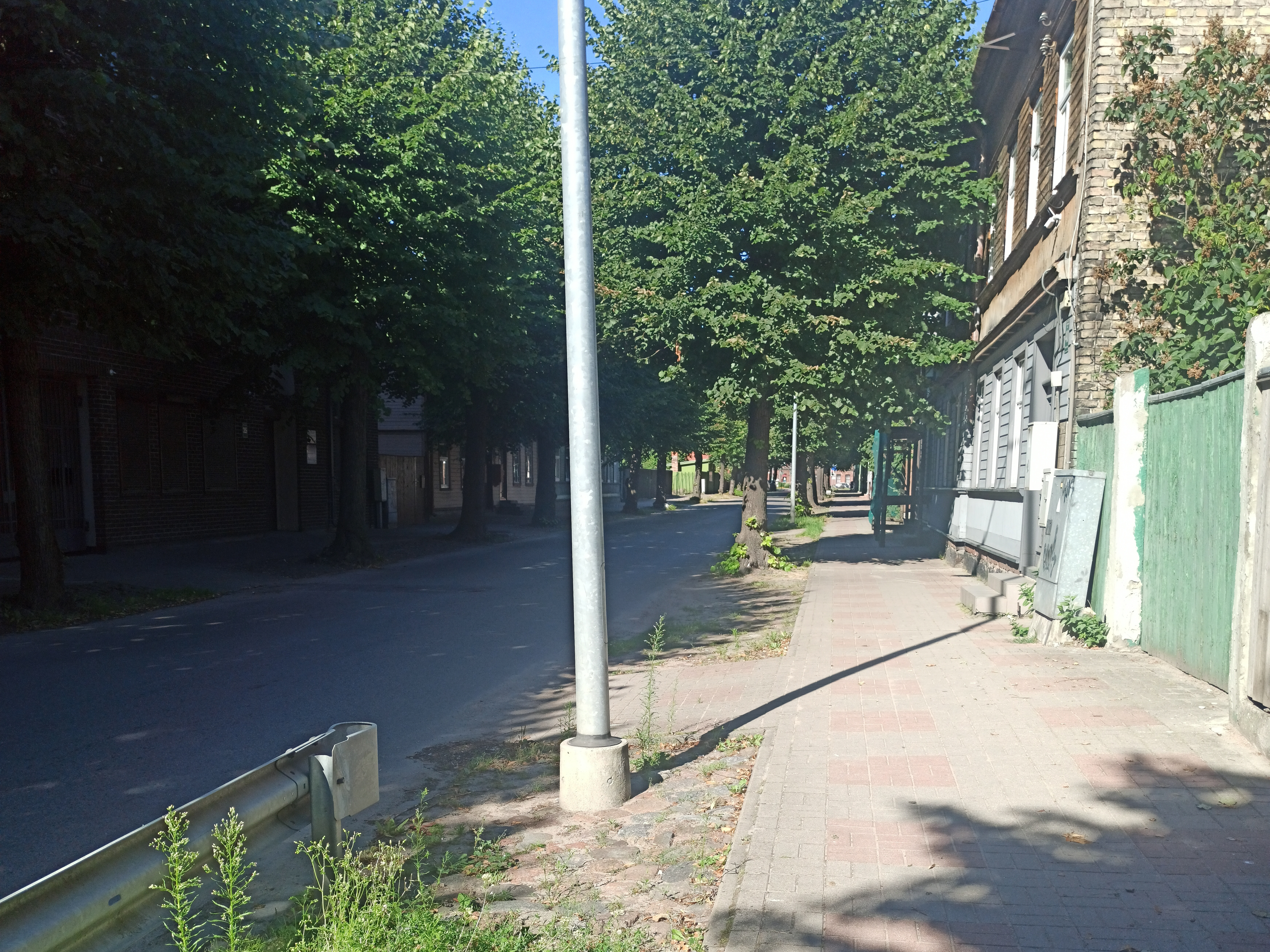